# Shahrestān-e Dehāqān
Shahrestān-e Dehāqān (persiska: Shahrestān-e Semīrom-e Soflá, شهرستان دهاقان, دهاقان) är en delprovins (shahrestan) i Iran.   Den ligger i provinsen Esfahan, i den centrala delen av landet, 400 km söder om huvudstaden Teheran.
Delprovinsen hade 34 511 invånare 2016.
Följande samhällen finns i Shahrestān-e Dehāqān:
- Dehāqān